# Ипомея лопастная
Ипомея лопастная (лат. Ipomoea lobata) — однолетнее (недолговечное многолетнее) травянистое вьющееся растение, вид рода Ипомея (Ipomoea) семейства Вьюнковые (Convolvulaceae). Растение обладает рядом уникальных для видов рода Ipomoea особенностями: кистевидными соцветиями, заострёнными чашелистиками, а также трубчатым венчиком, оканчивающимся пятью зубцами.
Происходит из Мексики, повсеместно культивируется как садовое или комнатное декоративное растение, иногда дичает. 
Ядовитое растение. Есть сведения о его использовании в лекарственных целях.

## Этимология
Научное название рода «ипомея» образовано от греческих слов ips, означающего «червь» и homoios — «похожий». По наиболее распространенной версии оно дано по виду ползучей корневой системы у многих представителей этого рода, по альтернативной — за вьющийся «червеобразный» характер побегов многих видов ипомеи. Иногда растение упоминается под устаревшими ботаническими названиями, вошедшими в синонимику рода: фарбитис (Pharbitis), квамоклит (Quamoclit), луноцвет или калониктион (Calonyction) и некоторыми другими.
Садоводы иногда называют представителей рода обиходным названием вьюнок, хотя Вьюнок (Convolvulus) — другой род внутри семейства Вьюнковые (Convolvulaceae) с похожим обликом, или граммофончики, за сходство венчика цветков ипомеи с рупором граммофона.  В англоязычных источниках некоторые виды, в первую очередь Ipomoea violacea, обиходно называют англ. morning glory, что в русскоязычных материалах зачастую переводится как «утреннее сияние».
Латинский видовой эпитет lobata дал швейцарский ботаник Альберт Теллунг в 1919 году, который связан с описанием формы листьев растения, которые имеют лопасти.
В литературе нередко встречается под названиями, в настоящее время входящими в синонимику вида: Ipomoea versicolor, Mina lobata, Quamoclit lobata. Английские обиходные названия растения — spanish flag («испанский флаг» — по основным цветам флага Испании), fire vine («огненная лоза»), firecracker vine («лоза-фейерверк»).

## Биологическое описание

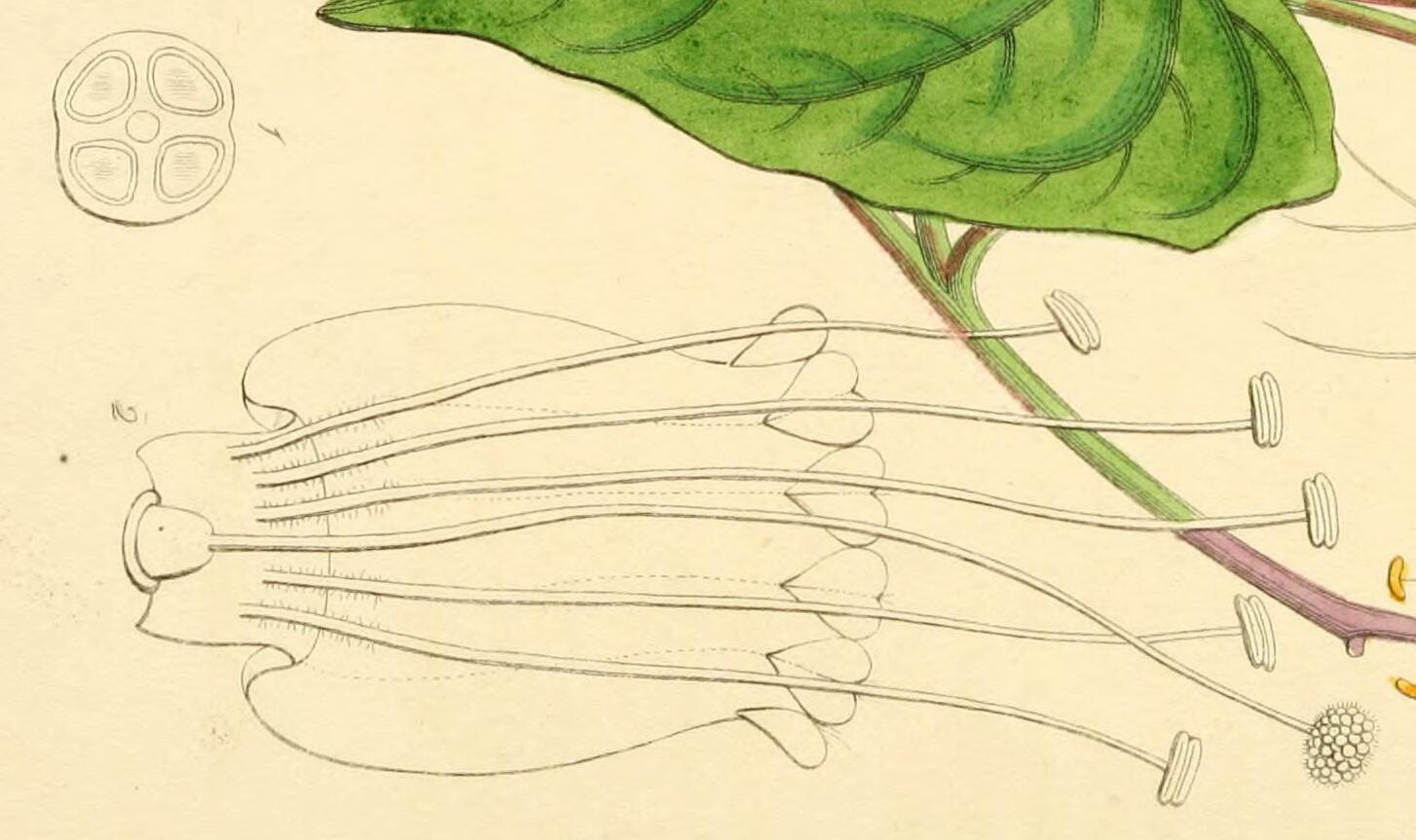
Ipomoea lobata (в тексте — Mina lobata), андроцей и гинецей. Фрагмент ботанической иллюстрации С. Эдвардса и Дж. Линдли из книги Edwards' botanical register, or, Ornamental flower-garden and shrubbery (1842)

Однолетнее вьющееся травянистое растение (либо недолговечное многолетнее растение).
Стебли обычно голые, их длина может достигать пяти метров. Листья — с черешками, длина которых колебаться от 2 до 5 см (по другим данным — от 3 даже до 10 см). Листовые пластинки — ярко-зелёные, обычно трёхлопастные, но изредка встречаются яйцевидной формы. Основание пластинки — сердцевидное, с закруглёнными ушками. Верхушка пластинки — коротко заострённая. Обычно листовые пластинки голые, лишь изредка встречается опушение на жилках, расположенных с нижней стороны листа. Длина листовых пластинок у взрослых растений колеблется от 6 до 15 см как в длину, так и в ширину.
Соцветие представляет собой удлинённую раздвоенную кисть длиной, обычно, от 10 до 16 см (иногда — до 30 см и даже 40 см). Прицветники — линейно-ланцетные, длиной 1—2 мм. Цветоножки — тонкие, длиной от 2 до 6 мм. Чашелистики могут быть разной формы (продолговато-яйцевидные, эллиптические), их длина составляет от 2 до 4 мм, на конце чашелистика имеется ость длиной 2—3 мм. Венчик — трубчатый (трубка узкая, её длина составляет около 5 мм), изогнутый, относительно небольшой (общая длина цветка — от 1,8 до 2,5 см), с отгибом, образованным пятью мелкими зубчатыми лопастями; цвет венчика может быть различным — от красного и оранжевого до жёлтого. Тычинки сильно выступают за пределы венчика, также за пределы венчика выступает и столбик с рыльцем (длина тычинок и столбика примерно одинакова, она в два раза превышает длину венчика). Окраска венчика меняется по мере развития цветка: от красного (кораллово-красного) у бутонов — до оранжевого, а затем желтоватого (бледно-жёлтого, беловатого). Время цветения — с конца июня по сентябрь (при благоприятных условиях содержания могут цвести до самых заморозков). Опылителями могут выступать пчёлы, бабочки и колибри.

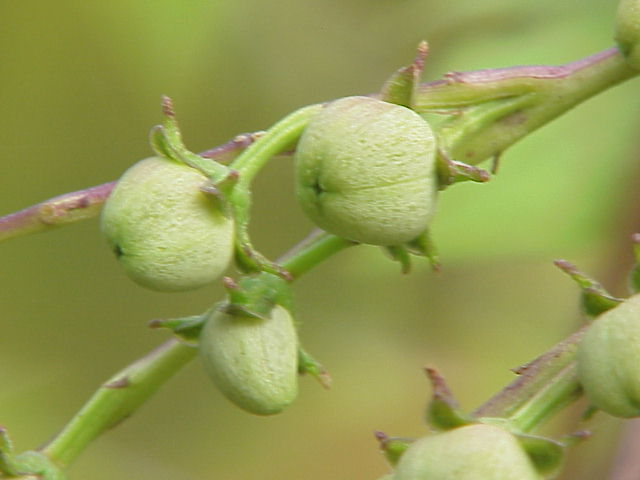
Ипомея лопастная, недозрелые плоды

Плод — голая коробочка почти шаровидной формы диаметром около 7 мм. Семена — опушённые (волоски сгруппированы неравномерно, похожи на пятна), длиной 4 мм.

## Распространение
Аборигенный вид для юго-западной части Мексики.
Как заносное растение ипомея лопастная встречается в других частях Мексики, а также в Африке (Заир, Зимбабве, Кения, Мадагаскар, Танзания, Эфиопия), Евразии (Бангладеш, Индонезия, Китай, Малайзия, Мьянма), Северной и Южной Америке (Аргентина, Боливия, Бразилия, Венесуэла, Гватемала, Гондурас, Колумбия, США).

## Химический состав, токсичность
Для ипомеи лопастной, как и для некоторых других растений секции Mina подрода Quamoclit характерно наличие уникальных пирролизидиновых алкалоидов, в образовании которых принимают участие редкие нециновые кислоты, при этом разнообразие алкалоидов, синтезируемых ипомеей лопастной, является одним из наибольших по сравнению с другими представителями этой секции. Среди алкалоидов, выделенных из растений этой секции, была обнаружено более двадцати сложных эфиров левовращающего изомера трахелантамидина. Вещества этой группы, обладающие принципиально новым структурным типом, были названы миналобинами (англ. minalobines), от Mina lobata — научного названия, которое по состоянию на 2024 год входит в синонимику вида.
Семена растения ядовиты (уровень токсичности — слабый).

## Культивирование
Растение в культуре с 1841 года. Повсеместно культивируется (в регионах с умеренным климатом — как однолетнее растение). Растения этого вида отличаются тем, что очень быстро оплетают опоры, около которых их выращивают.

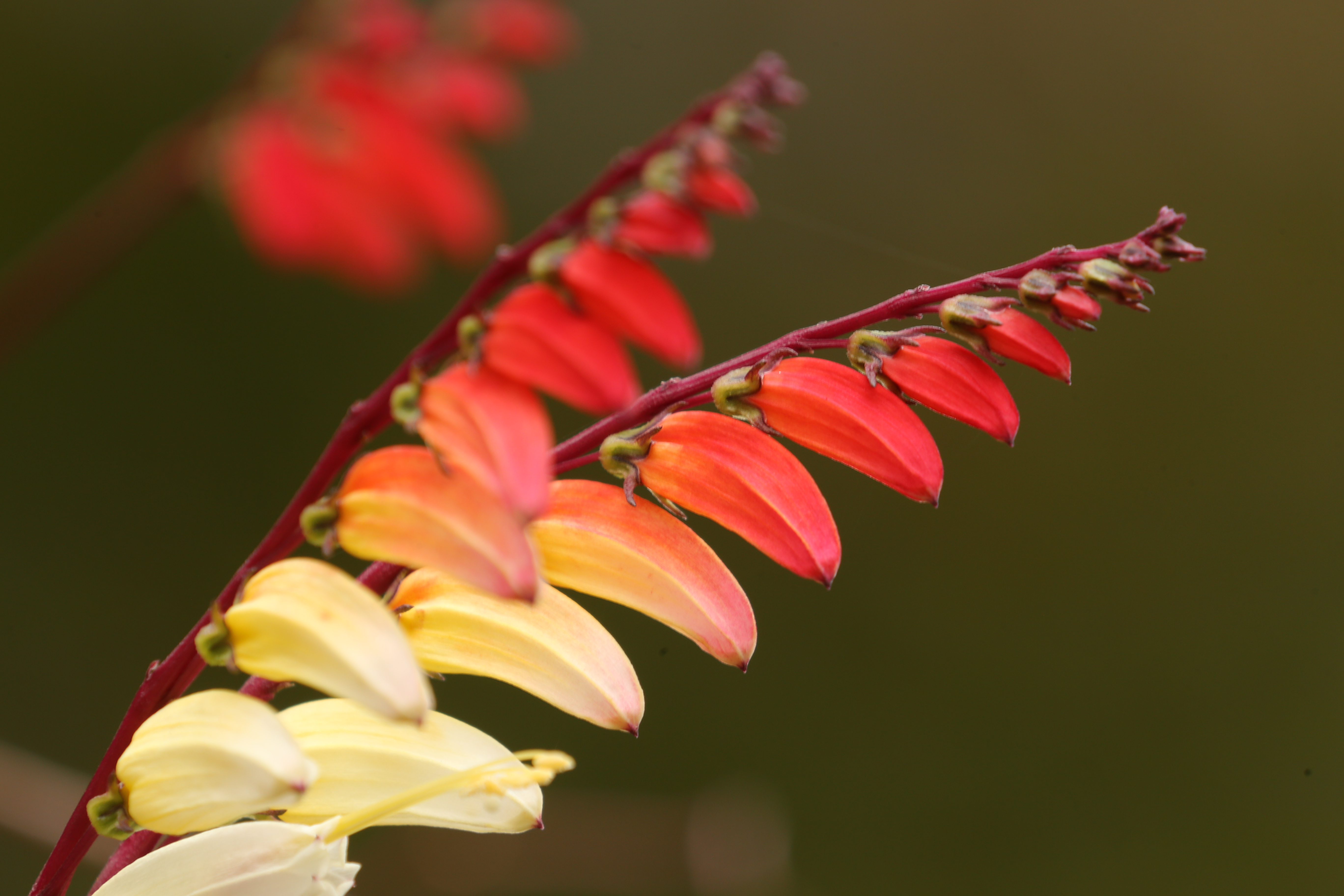
Ипомея лопастная, соцветия. Все лепестки в начале цветения имеют красный цвет, затем они постепенно бледнеют. Парк Мусаси-Кюрё, Япония

### Агротехника
Растение хорошо развивается в условиях достаточного плодородия и влажности почвы, к условиям же освещённости ипомея лопастная нетребовательна (по другим данным — для растения требуется хорошо обработанная, но не слишком плодородная земля, а также солнечное и защищённое место). Ипомея лопастная не переносит температуру ниже 4 ºC и круглогодично может культивироваться в открытом грунте только в регионах, относящихся к зонам морозостойкости 10 и 11. Не повреждается слизнями, а также какими-либо другими вредителями; не подвержена каким-либо болезням.
Растение может использоваться для украшения решёток и балконов; кроме того, с помощью ипомеи лопастной на газонах создают сооружения в форме пирамид — для этого сооружают конструкции с натянутой тонкой проволокой либо шпагатом, которые растение постепенно оплетает.
В культуре размножается семенами — как через рассаду, так и путём посева семян непосредственно в почву. Семена при размножении через рассаду высевают в начале марте, позже пикируют в небольшие ёмкости либо по одному, либо по 2—3 сеянца,; в открытый грунт пересаживают в начале июня. Растение может давать обильный самосев. Семена сохраняют всхожесть до трёх лет.

## Таксономия и классификация

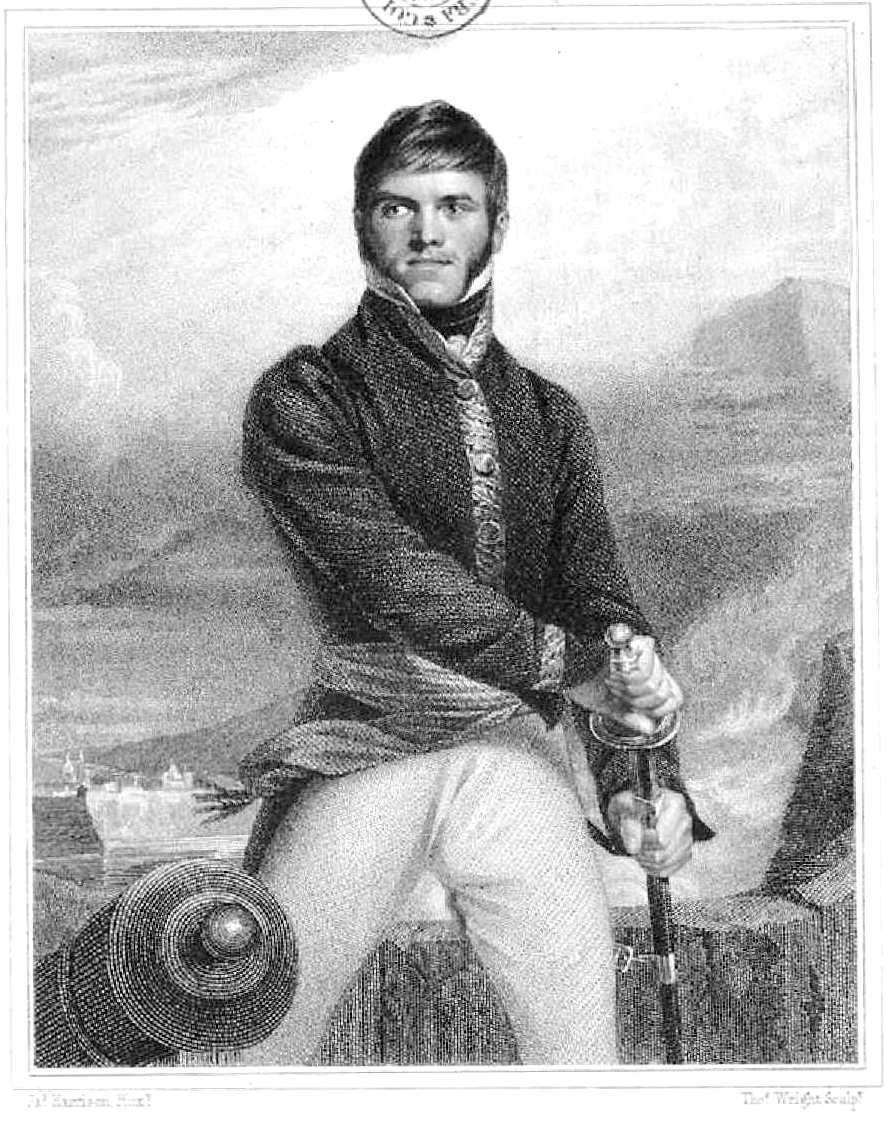
М. Мина-и-Ларреа, в честь которого был назван род Mina, включавший единственный вид Mina lobata

Первое действительное описание этого вида растений было опубликовано в 1824 году в Мехико испанским ботаником Висенте Сервантесом в сборнике Novorum vegetabilium descriptiones (с лат. — «Новые описания растений»). В двухстраничной публикации, озаглавленной Mina, Сервантес описал новый род, состоящий из единственного вида Mina lobata. В соответствии с половой системой классификации Линнея род был отнесён им к V классу (Pentandria, Пятитычинковые), а внутри класса — к порядку Monogynia (Однопестичные). Сервантес в протологе указывал на родство нового рода к ипомее. Род был им назван в честь Мартина Франсиско Хавьера Мина-и-Ларреа (1789—1817) — испано-мексиканского юриста и военного деятеля, борца за независимость Мексики.

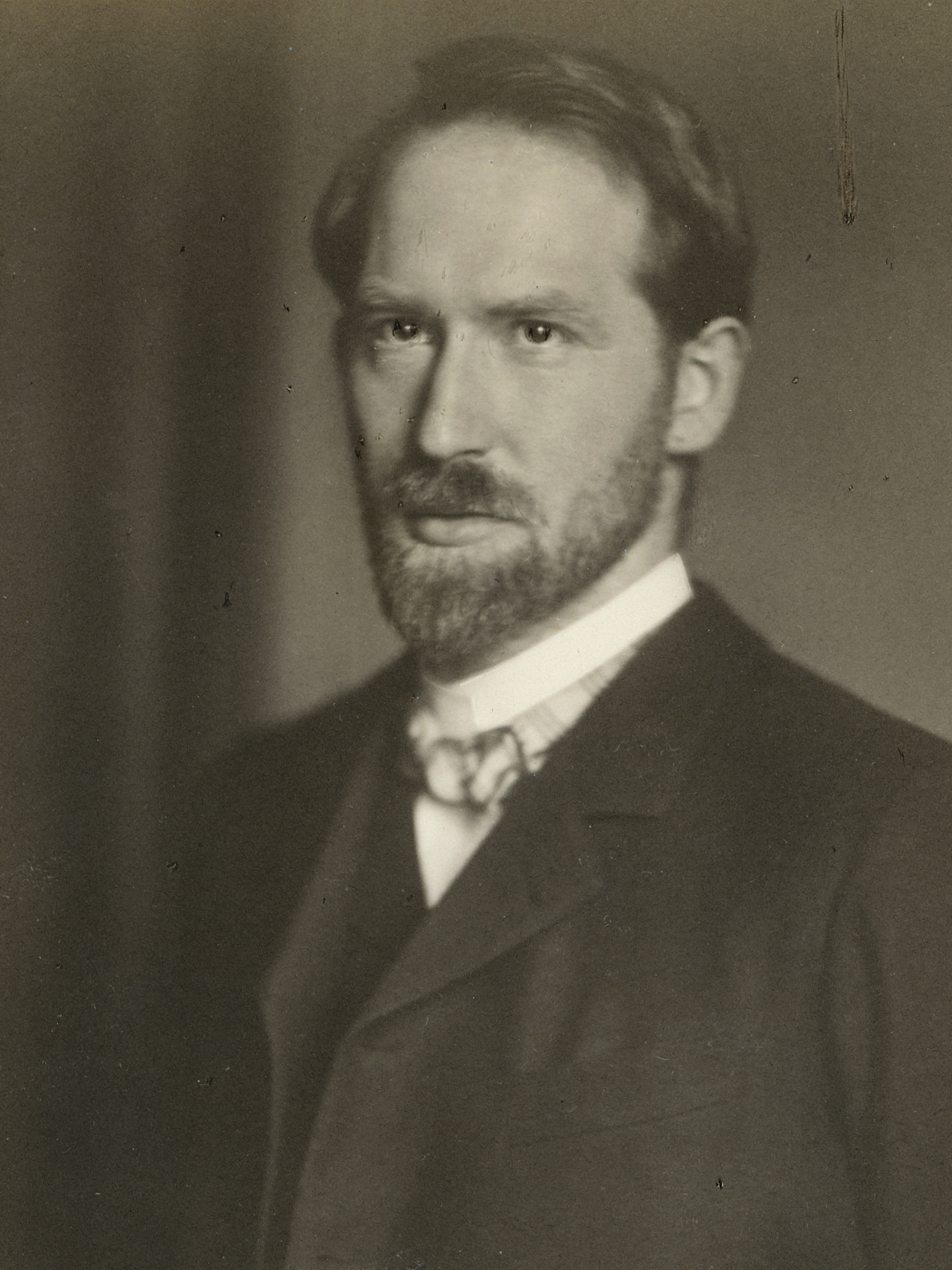
А. Теллунг, установивший в 1919 году современное название вида, Ipomoea lobata

В 1919 году вид был реклассифицирован: швейцарский ботаник Альберт Теллунг включил его в установленный ещё Линнеем род Ipomoea под названием Ipomoea lobata в третьей части своей работы Beiträge zur Adventivflora der Schweiz («Сообщение об адвентивной флоре Швейцарии»), опубликованной в 64-м томе журнала Vierteljahrsschrift der Naturforschenden Gesellschaft in Zürich (с нем. — «Ежеквартальный отчёт Общества естествоиспытателей в Цюрихе»). Рядом с новой таксономической комбинацией Теллунг указал синонимику вида (Mina lobata, Quamoclit mina, Ipomoea mina, Ipomoea versicolor), а также дал сведения о месте находки растения в Швейцарии — «заросли около Сен-Сюльписа неподалёку от Лозанны».
Ipomoea lobata (Cerv.) Thell. по состоянию на начало 2024 года — один примерно из 620 (по данным WFO Plant List) или 630 (по данным Plants of the World Online) подтверждённых видов рода Ипомея (Ipomoea), входящего в состав трибы Ипомеевые (Heliantheae) подсемейства Вьюнковые (Convolvuloideae) семейства Вьюнковые (Convolvulaceae). Внутри рода этот вид относят к секции Mina подрода Quamoclit. В этот же инфрародовой таксон входят Ipomoea coccinea, Ipomoea hederifolia и Ipomoea quamoclit. Mina lobata и все указанные виды вырабатывают целую группу уникальных пирролизидиновых алкалоидов, которые можно рассматривать в качестве хемотаксономических маркеров этой секции.

### Синонимы
По информации базы данных Plants of the World Online  (на начало 2024 года), в синонимику вида входят следующие названия:
Гомотипные синонимы
- Convolvulus mina Kuntze (1898), nom. superfl.
- Ipomoea mina Voss (1894), nom. superfl.
- Ipomoea versicolor Meisn. (1869), nom. superfl.
- Mina lobata Cerv. (1824)basionym — Мина лопастнолистная[24], мина лопастная[12]
- Quamoclit lobata (Cerv.) House (1909) — Квамоклит лопастной[14]
- Quamoclit mina G.Don (1837), nom. superfl.

Гетеротипные синонимы
- Mina cordata Micheli. (1898)
- Quamoclit pallescens Brongn. ex Neumann (1839)